# Palackého (Turnov)
Palackého je ulice v Turnově. Vede jižně od centra města a spojuje starý Turnov s částí u vlakového nádraží za řekou Jizerou. Je pojmenována po Františku Palackém, českém národním buditeli, politikovi, historikovi, spisovateli a vůdčí osobnosti národního obrození.  
Ulice začíná na kruhovém objezdu, na který vyúsťují Hluboká a Sobotecká. Postupně z ní vychází ulice Trávnice, Abigail Horákové, Krajířova, Koňský trh, Na Lukách, Kotlerovo nábřeží, Na Skalici, Koškova, Nad Perchtou a nakonec přechází do ulice Nádražní.

## Historie
Zpočátku se ulice jmenovala Nádražní a menší část za mostem Boháčkova. Za totality byla celá přejmenována na Leninovu. V roce 1990 pak dostala svůj současný název Palackého. Zajímavostí je, že název Třída Palackého byl mezi válkami použit pro ulici Hlubokou.

## Doprava
Dopravně významná ulice vede přes dva důležité mosty (první je přes náhon Malá Jizera a druhý přes samotnou řeku Jizeru) a spojuje dvě části města na obou stranách řeky. Spolu s mostem na průtahu silnice I/35 zajišťuje veškeré spojení obou břehů. Před vybudováním průtahu v roce 1996 tudy vedla státní silnice I/35, mezinárodní silnice E442, a tudíž veškerá doprava ve směru Hradec Králové - Liberec.

## Fotogalerie

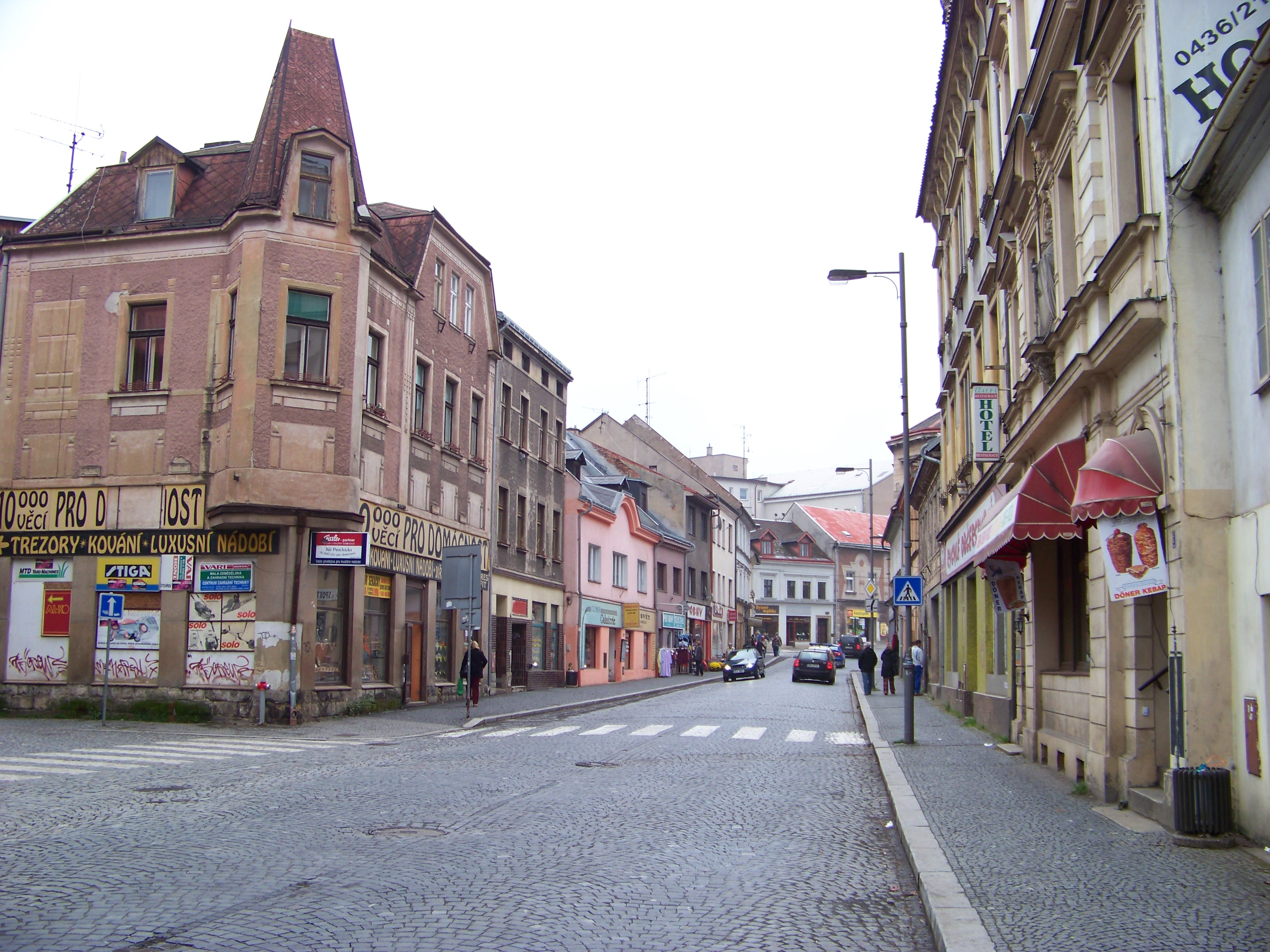
Starší snímek ulice blíže centru
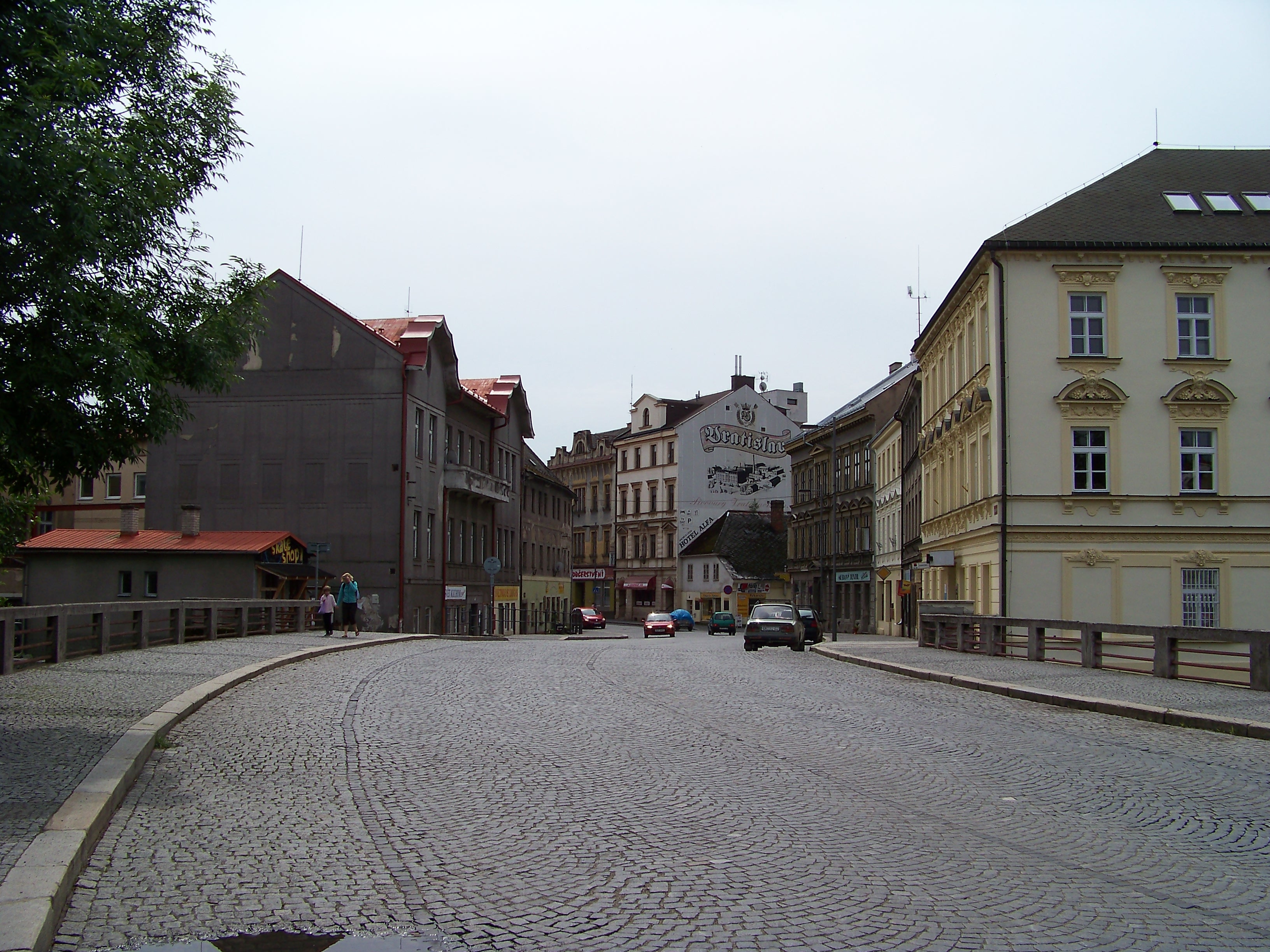
Most přes Malou Jizeru
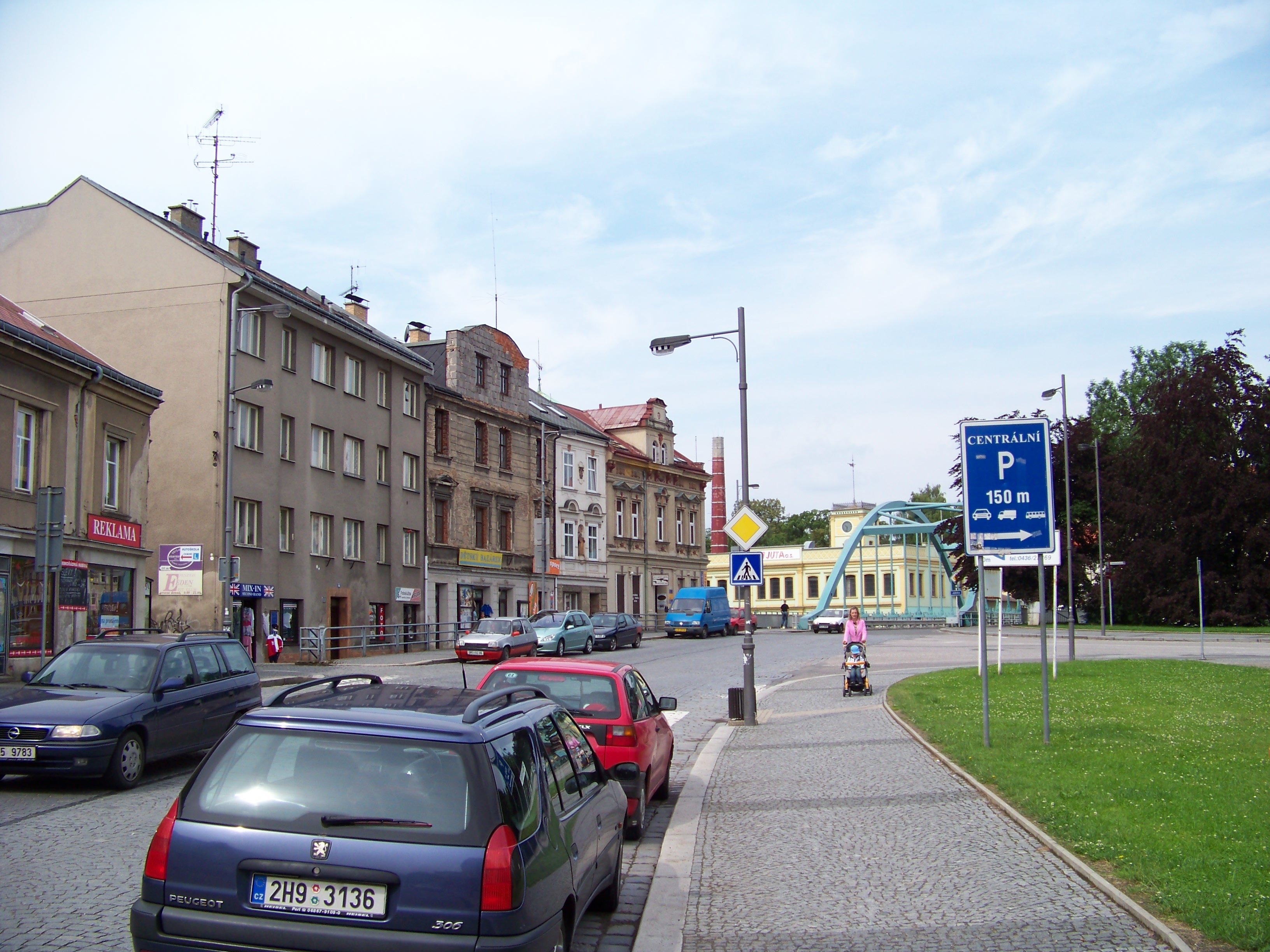
Vyústění ulice Na Lukách
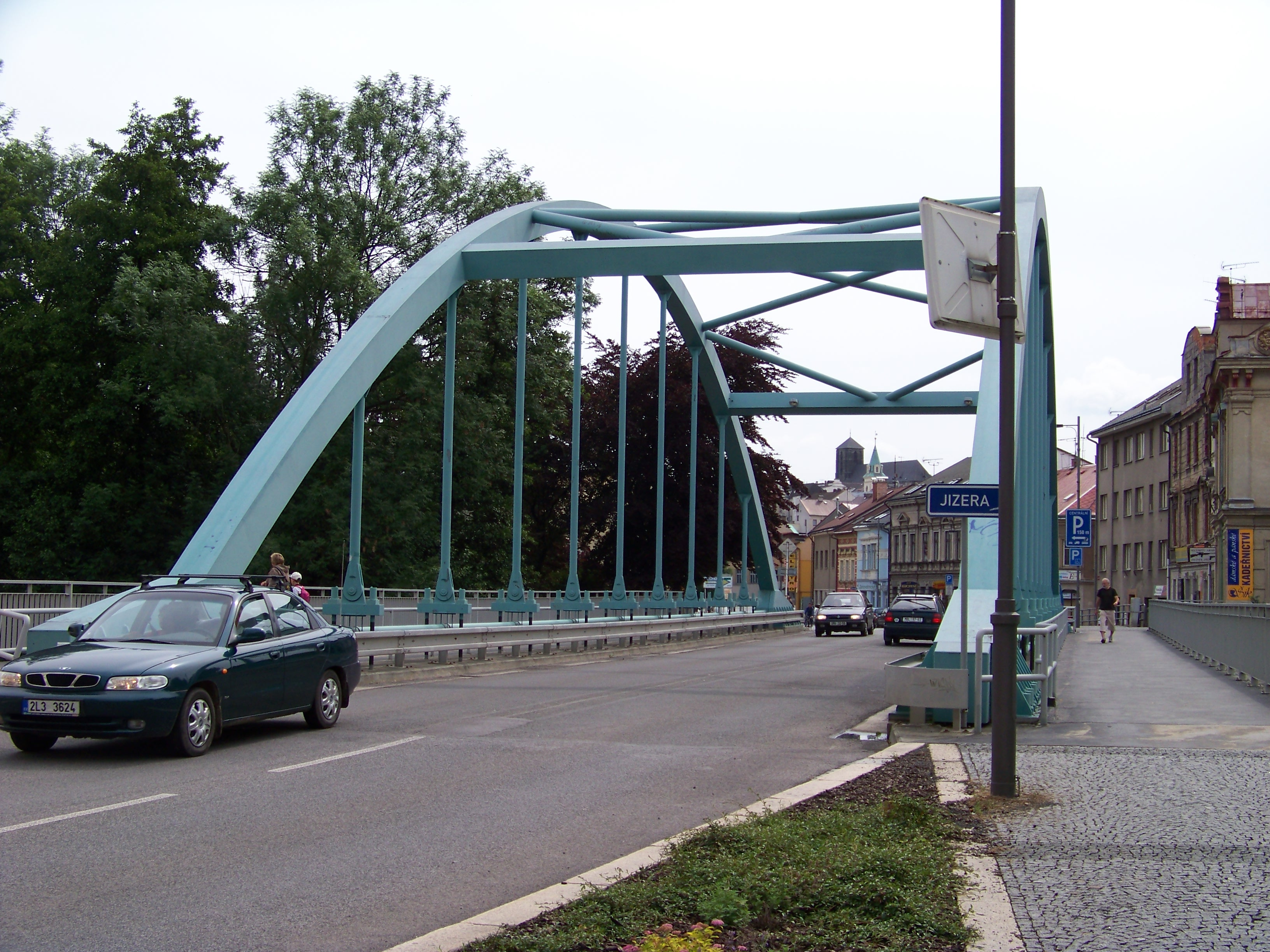
Most přes Jizeru
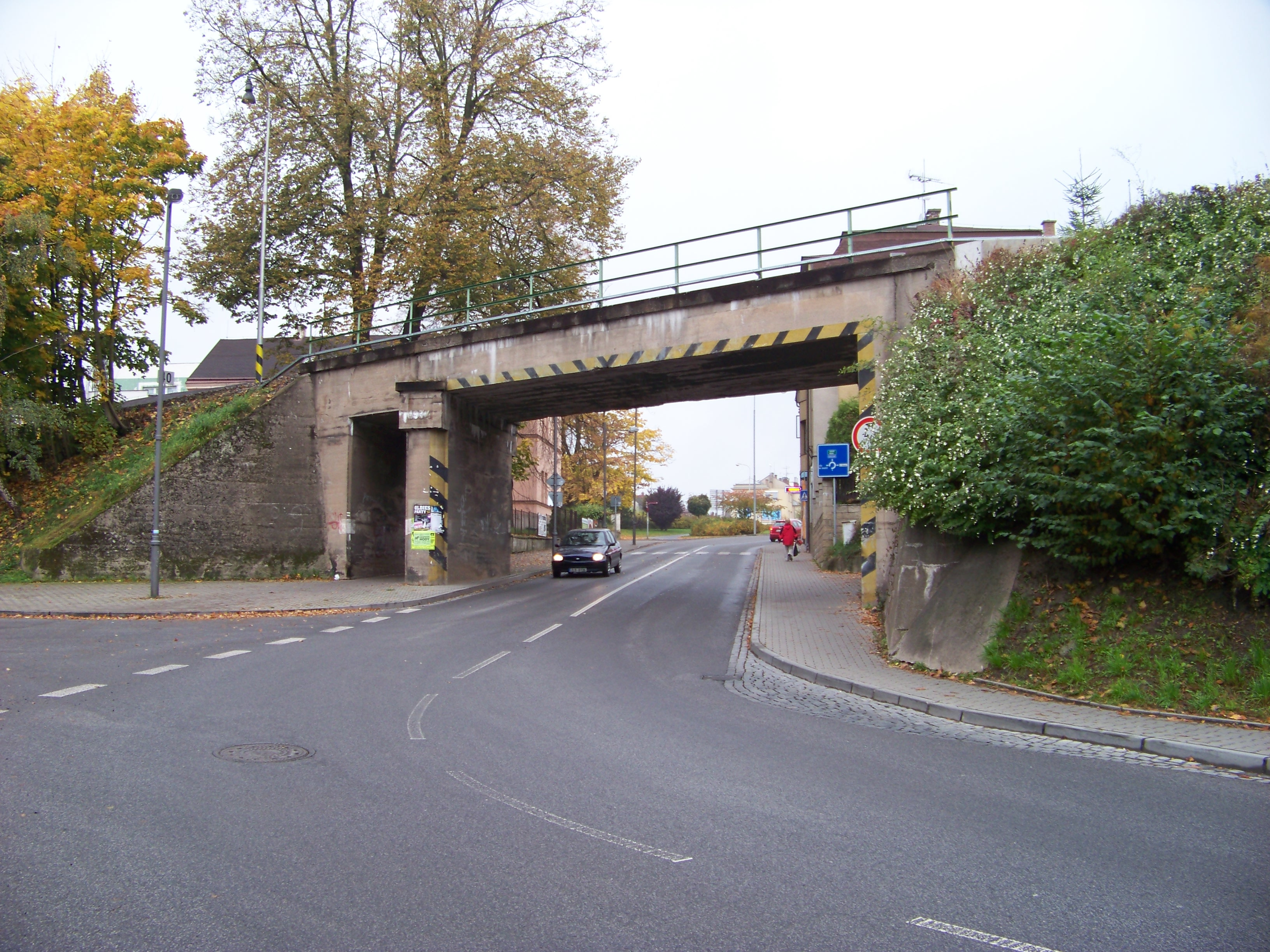
Konec ulice u železníčního podjezdu